# Hallikar

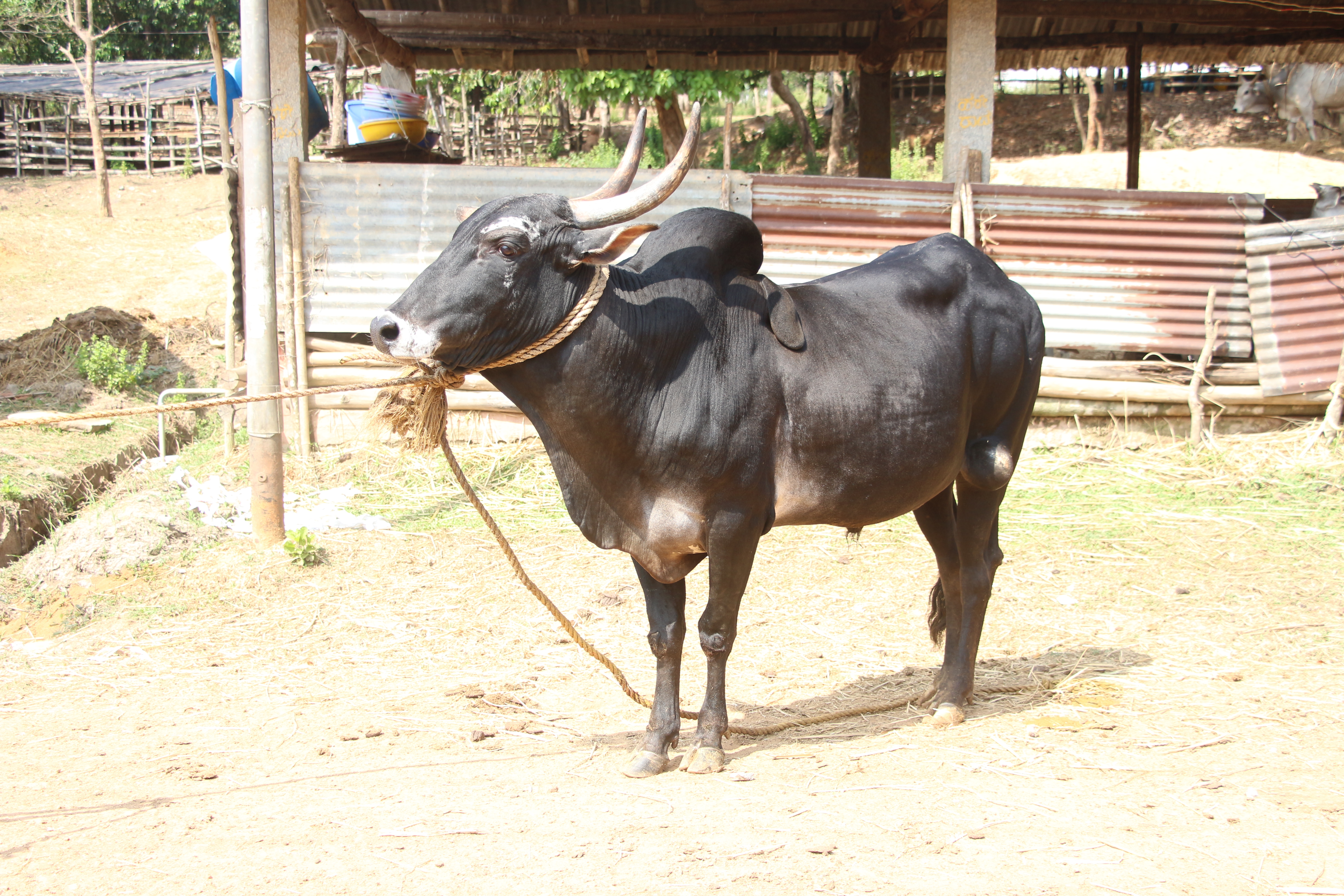
Hallikar-Bulle

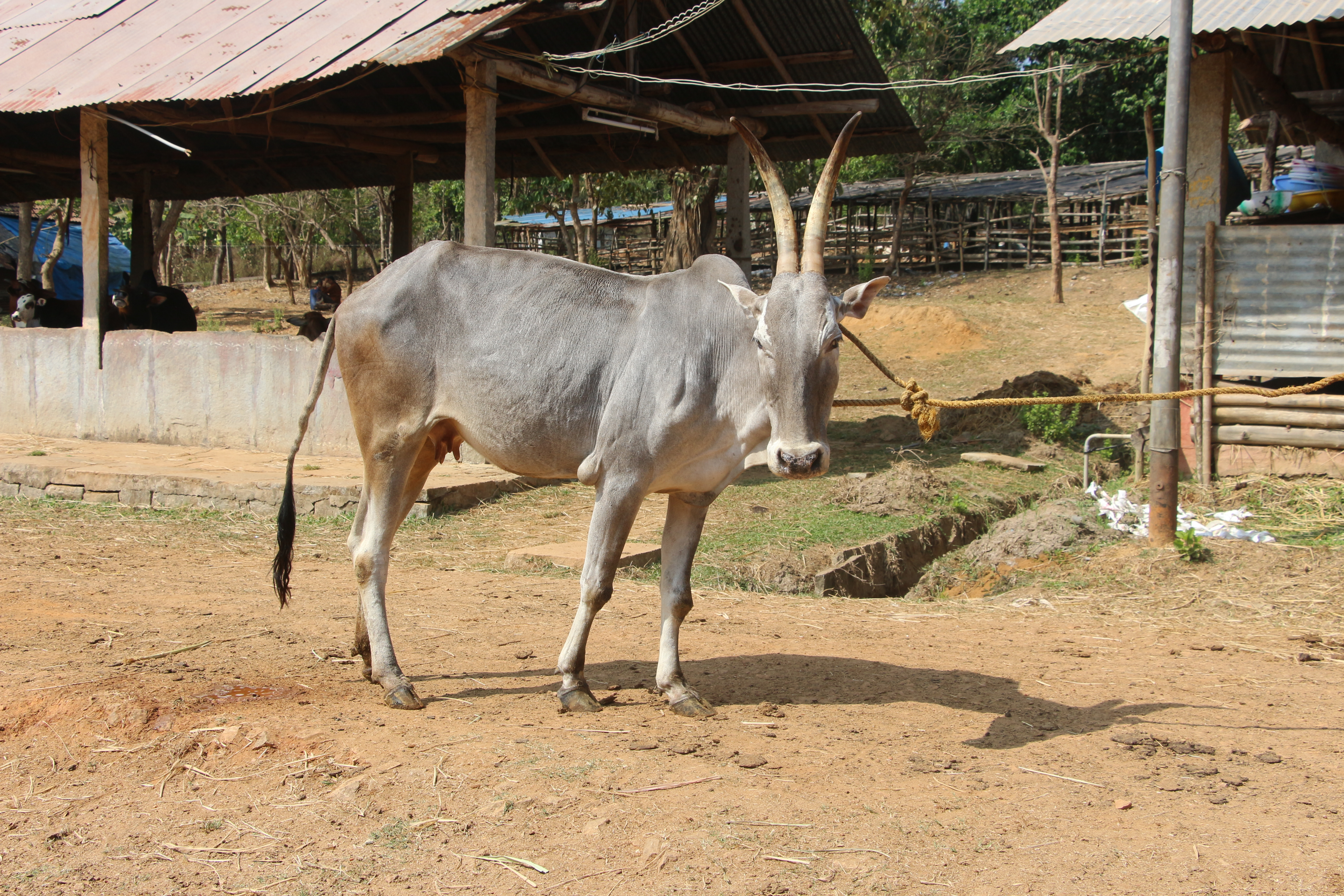
Hallikar-Kuh

Hallikar (Kannada ಹಳ್ಳಿಕಾರ್) ist eine Zebu-Rinderrasse, die ursprünglich aus dem indischen Bundesstaat Karnataka stammt.

## Beschreibung
Die Hallikar-Rasse stammt aus der Region des ehemaligen Fürstenstaats Mysore im Süden des heutigen Karnataka. Hallikar wurden vor allem als Arbeitstiere gezüchtet und sind als ausdauernde Zugtiere geschätzt. Die Milchleistung der Kühe ist dagegen verhältnismäßig gering und beträgt pro Kalb im Mittel 541 Liter (minimal 225, maximal 1100). Vom äußeren Erscheinungsbild sind es kompakte, kräftige große Rinder mit langen, kräftigen Beinen. Die Bullen werden etwa 190 cm groß und 450 kg schwer, die Kühe erreichen 170 cm und 425 kg. Die Farbe der Tiere ist grau bis leicht braun. Charakteristisch sind die eng beieinander stehenden, langen, leicht gebogenen Hörner und die großen, sehr beweglichen Ohren.
Am 7. Februar 2017 gab die Regierung Karnatakas bekannt, dass im Rahmen eines neu aufgelegten Programms zur „Bewahrung und Bewirtschaftung von einheimischen Nutztierrassen vor dem Hintergrund des Klimawandels“ mehrere einheimische Rinderrassen (Malnad Gidda, Hallikar und Deoni), sowie Schafrassen (Bannur, Bellari und Deccani) eine spezielle Förderung durch die Regierung erhalten sollten. Durch Reinzucht auf speziellen Farmen soll die Vermischung mit anderen Rinderrassen vermieden werden. Zur Begründung wurde angeführt, dass importierte Rassen zwar mehr Milch produzierten, aber deutlich anspruchsvoller in Bezug auf das Futter und krankheitsanfälliger seien. Die angeführten einheimischen Rassen seien dagegen anspruchsloser und könnten auch Perioden der Knappheit besser überstehen. Das Projekt wird durch die Deutsche Gesellschaft für Internationale Zusammenarbeit (GIZ) unterstützt.